# Rusjan
Rusjan je priimek več znanih Slovencev: 
- Borut Rusjan (*1965), ekonomist, strok. za menedžment, univ. prof.
- Bruno Rusjan (1927—2009), elektrotehnik, izumitelj
- Denis Rusjan, agronom, enolog (vinarski strok.)
- Edmond Rusjan (*1959), matematični fizik
- Edvard Rusjan (1886—1911),  letalski konstruktor in pilot
- Jadran Rusjan, fotograf
- Jaka Rusjan, lokostrelec
- Jelena Rusjan (*1979), igralka, performerka, glasbenica in režiserka (oblikovalka tekstilij)
- Josip Rusjan-Pepi, letalec
- Marko Rusjan (*1974), pravnik, umetnostni publicist, državni sekretar na Ministrstvu za kulturo
- Miran Rusjan (*1977), šahist
- Mojca Rusjan, pevka
- Neda Rusjan Bric (*1967), gledališka igralka in režiserka
- Rene Rusjan (*1962), vizualna umetnica in kiparka
- Tanja Rusjan, keramičarka
- Vida (Rusjan) Rakovec (1920—2013), biologinja